# Duarte Lobo
Duarte Lobo (ca. 1565-24 de septiembre de 1646; en latín: Eduardus Lupus) fue un compositor portugués del renacimiento tardío y comienzos del barroco. Se lo considera el compositor más famoso de su época en Portugal, que junto a Filipe de Magalhães, Manuel Cardoso, y el rey Juan IV, representa la edad de oro de la polifonía portuguesa.

## Biografía
Aunque los datos de su vida son escasos, se sabe que nació en Alcazobas y que estudió con Manuel Mendes en Évora. Su primer empleo fue como maestro de capilla de la catedral de esa ciudad, y para 1594 ocupaba el mismo puesto en la catedral de Lisboa. También fue profesor de música en el colegio del claustro de la catedral, donde conoció a Manuel Machado, y posteriormente fue director del seminario de Lisboa.
Aunque su vida coincide con el nacimiento del barroco, compuso sus obras con la técnica del renacimiento y la polifonía de Palestrina, alcanzando las más altas cotas de expresividad y dramatismo del género sacro renacentista como puede apreciarse por ejemplo en sus misas de Requiem a 6 y 8 voces. 

## Obra
Lobo publicó seis libros de música sacra que incluyen misas, responsorios, antífonas, magníficat y motetes.
Algunas de sus principales composiciones son:
- — (1603). Officium Defunctorum.
- — (1605).  Moretus, Jan, ed. Cantica Beatae Virginis. 16 Magnificat para cuatro voces. Amberes. OCLC 165300544 ).
- — (1607). Liber Processionum et Stationum Ecclesiae Olysiponensis. Ulysipone, apud Petrum Crasbeeck. OCLC 46867219.
- — (1621). Liber Missarum I.
- — (1639). Liber Missarum II.